# Les flors del mal
Les flors del mal (en francès original Les fleurs du mal) és una recopilació de poemes del poeta francès Charles Baudelaire, conegut com el poeta maleït. Aquesta obra marca el començament d'un nou moviment literari del segle xix, anomenat simbolisme.

## Història: les edicions
Poulet-Malassis publicà 1.300 exemplars d'una recopilació de 100 poemes el 25 de juny del 1857 a París. Aquest recull estava repartit en cinc seccions formades per 77, 12, 3, 5 i 3 poemes, respectivament. Inicialment s'anomenaren : Spleen i ideal, El vi, Flors del mal, Revolta i La mort.
El llibre s'havia d'anomenar Les lesbiennes o Les limbes, però, per consell d'un amic, optà per Les flors del mal.
En agost del mateix any es fa un procés judicial en contra del poeta, i Baudelaire és obligat a pagar 300 francs i suprimir 6 poemes, acusat d'ultratge a la moral pública. D'aquesta forma es publicà la segona edició el 1861, on queden abolits els 6 poemes censurats. Afegeix, però, 30 poemes nous i una nova secció : Tableaux parisiens.
L'edició definitiva es publicaria després de la mort del poeta, l'any 1868, on es recuperarien els 6 poemes censurats i els que es van publicar en el llibre Brases ("Épaves"), els quals havien sigut editats a Bèlgica l'any 1866. La versió última té 151 poemes amb les següents seccions, i ordenades d'aquesta forma :
- Spleen et Idéal (Spleen i Ideal)
- Tableaux parisiens (Quadres parisencs)
- Le vin (El vi)
- Fleurs du mal (Flors del mal)
- Révolte (Revolta)
- La Mort (La Mort)

## Etapa: el simbolisme
Les Flors del Mal s'ha d'incloure en el simbolisme, moviment literari (i també pictòric) sorgit a França en la segona meitat del segle xix, del qual hom considera Charles Baudelaire un dels majors representants.
El simbolisme va nàixer com una reacció en contra del naturalisme i el parnassianisme (aquest últim, paral·lel al simbolisme).
Fou Jean Moréas, el 1886, qui va definir el simbolisme en el seu llibre Un manifest literari, com: l'enemic de l'ensenyament, la declamació, la falsa sensibilitat, la descripció objectiva. A més, cita en Charles Baudelaire, dient així: diem, ja que, que Charles Baudelaire ha de ser considerat com el veritable precursor del moviment actual - referint-se al simbolisme.
Les flors del mal, en el seu estil trobem una concepció clàssica; i en el seu contingut, romàntica. Baudelaire queda fidel a l'alexandrí, com característica del simbolisme, i utilitza, en general, sonets lliures, a més de figures poètiques com l'al·legoria. Allò explica la seua formació classicista. El quartet és el més utilitzat en els seus poemes. Aquest és un exemple de sonet del poeta:
| La musique | La música |
| --- | --- |
| La musique souvent me prend comme une mer! Vers ma pâle étoile. Sous un plafond de brume ou dans un vaste éther, Je mets à la voile; La poitrine en avant et les poumons gonflés Comme de la toile, J'escalade le dos des flots amoncelés Que la nuit me voile; Je sens vibrer en moi toutes les passions D'un vaisseau qui souffre; Le bon vent, la tempête et ses convulsions Sur l'immense gouffre Me bercent. D'autres fois, calme plat, grand miroir De mon désespoir! | La música sovint em porta com una mar! Vers ma pàl·lida estrella, Sota un plafó de boira o dins d'un vast èter, Navegue a la vela; La pitrera endavant i els pulmons inflats El mateix que una tela, Escale l'esquena dels mars amontonats Que la nit m'entela Sent vibrar en mi totes les passions D'un veler en sofriment; El bon vent, la tempestat i ses convulsions Sobre la immensa gorga em bressen. Altres vegades, calma plana, gran mirall Del meu desesper! |

## Les flors del mal: el llibre
Les flors del mal comença amb una dedicatòria al seu amic Théophile Gautier, al qual denomina "poeta impecable, al perfecte màgic de les lletres franceses, al meu molt estimat i molt venerat mestre i amic Théophile Gautier".

### Au lecteur/ Al lector
Aquest és com el pròleg de l'obra i està a part de les seccions. Està compost per 10 quartets amb rima consonant. Aquest poema és molt important per a conéixer la idea de Charles Baudelaire sobre el poeta modern i l'existència: afirma que l'home és roí per naturalesa i, a més, pervers. Igualment afirma l'omnipresència de Satan.
Així, en el primer quartet diu directament que la totxeria, l'error i el pecat ocupen els nostres esperits i pensaments:
| La sottise, l'erreur, le peché, la lésine, Occupent nos esprits et travaillent nos corps, | L'estultícia, l'error, el pecat, la cobejança, Ocupen els nostres esperits i trasbalsen els nostres cossos, |

Unes línies després parla sobre el penediment, fent una crítica a l'Església Catòlica, dient que creiem que per unes llàgrimes serem perdonats dels nostres pecats:
| Croyant par de vils pleurs laver toutes nos taches, | Creient rentar totes les nostres taques amb llàgrimes absurdes, |

Tot seguit el poeta afirma que no és Déu qui domina l'home, sinó Satan:
| C'est le Diable qui tient les fils qui nous remuent! | És el Diable qui manté els fils que ens mouen! |

Les tres últimes estrofes són claus per a tot el poema i sobretot pel pensament de Baudelaire. El poeta nomena els 7 pecats capitals i afegeix un més, que és, segons ell, el més terrible (Un n'hi ha de més lleig, més àvol, més deforme!). Es tracta del tedi. Baudelaire vol dir amb això que l'home, després d'haver passat pels 7 pecats capitals cau en el tedi, en l'avorriment, el pitjor dels pecats. Així, la seua obra Les flors del mal és com una fugida del món, del tedi, a través de l'erotisme, el vi; però, sobretot, a través del vici. Tot això en va, ja que és el tedi qui guanya sempre.

### Spleen et idéal/ Spleen i ideal
Aquesta és la primera secció composta pels 85 primers poemes, des de I- Bénédiction/ Benedicció fins a LXXXV- L'horloge / El rellotge.
En aquesta recopilació el poeta cerca el vici (prostitució i drogues) i només troba el fàstic, anomenat Spleen en l'època. D'aquesta forma Baudelaire fuig del món a través de l'art, dominat per la bellesa, l'amor i l'erotisme. Així mateix, es troben poemes dedicats a diverses amants que tingué el poeta:
A Jeanne Duval:
- Parfum éxotique (Perfum exòtic)
- La chevelure (La cabellera)
- Le serpent qui danse (El serpent que dansa)
- Remords posthume (Remordiment pòstum)

A la senyora Sabatier:
- Que diras-tu ce soir... (Què diries aquesta nit...)

A Marie Daubrin:
- Chant d'automne (Cant d'autumne)
- Mœsta et errabunda (en llatí)

Trobem poemes sobre bellesa (La Beauté / La bellesa, Hymne a la Beauté / Himne a la Bellesa), la música i spleen (fins a 3 poemes amb aquest títol).
També hi ha un altre poema en llatí titulat Franciscœ Meœ Laudes, dedicat a una modista.

### Tableaux parisiens/ Quadres parisencs
Secció afegida a partir de la segona edició del 1861. Comprén des del poema LXXXVI - Paysage / Paisatge fins al CIII - Le crépuscule du matin / Crepuscle matutí.
En aquesta part el poeta reivindica un segon intent de fugida, igual que en Spleen et idéal, però, aquesta vegada, a través de la ciutat (normalment París). Plasma les seues visions sobre ella, deixant de costat una ciutat perfecta, per a mostrar la transformació de la realitat: parla de crim, misèria i sofriment.
A més a més, s'inclouen fins a 3 poemes dedicats a l'escriptor francès Victor Hugo, amb els títols següents:
- Le cygne (El cigne)
- Les sept vieillards (Els set vells)
- Les petites vieilles (Les petites velles)

Un exemple de crim en la ciutat es veu en XCV- Le Crépuscule du soir / Crepuscle vespertí: l'home, quan arriba la nit, es converteix en un criminal:
| Voici le soir charmant, ami du criminel (...) Et l'homme impatient se change en bête fauve | Heus aquí el galant vespre, amic del criminal (...) I l'home impacient es canvia en bèstia salvatgina |

### Le vin/ El vi
Part composta per 5 poemes, des de CIV - L'Âme du vin / L'ànima del vi, fins CVIII- Le vin des amants / El vi dels amants.
Aquí, per a Baudelaire el vi és una lliberació que Déu ha donat a l'home perquè puga ofegar els seus sofriments. Aquesta idea queda reflectida en tots el poemes d'aquest cicle.
Per exemple, en L'Âme du vin / L'ànima del vi, és l'ànima del vi qui lloa a l'home (que en la realitat és el contrari) i el vi es mostra com una salvació de l'home:
| (...)j'éprouve une joie immense quand je tombe Dans le gosier d'un homme usé par ses travaux Et sa chaude poitrine est une douce tombe Où je me plais bien mieux que dans mes froids caveaux | (...)s'apodera de mi una immensa glòria quan caic dins la gorja d'un home usat a causa del seu treball, I sa tèbia pitrera és una dolça tomba On més m'estime que dins del meu fred celler. |

En el poema CVI- Le vin de l'assassin / El vi de l'assassí, Baudelaire assòcia al vi amb una violència brutal, tanmateix, després el lloa d'una forma quasi exagerada (a continuació es reprodueixen dues estrofes del poema citat):
| Ma femme est morte, je suis libre! Je puis donc boire tout mon soûl. Lorsque je rentrais sans un sou, Ses cris me déchiraient la fibre. Autant qu'un roi je suis hereux L'air est pur, le ciel admirable Nous avions un été semblable Lorsque j'en devins amoureux! | La dona és morta, sóc lliure! Puc beure sens dir mai prou. Quan tornava a casa sens un sou Els seus crits m'esquinçaven la fibra. Tant com un rei sóc feliç L'aire és pur, el cel admirable Teníem un estiu comparable Quan me'n vaig enamorar! |

### Fleurs du mal/ Flors del mal
En aquest cicle el poeta segueix cercant altres mitjans per a fugir de l'anteriorment citat, el tedi, el fàstic, l'avorriment. Ara, Baudelaire presenta un paradís on el vici, la luxúria i els amors prohibits (en aquest cas, el lesbianisme) són els regnants. Va des de CIX- La destruction / La destrucció fins al CXVII- L'amour et le crâne / L'amor i el crani.
D'aquesta forma se segueix demostrant com en allò que sempre s'ha considerat roí, Baudelaire hi troba plaer i bellesa.
El poema CX- Une Martyre / Una màrtir va dedicat a la senyora Stoltz, dona de la qual Baudelaire s'enamorà.
En CXI- Femmes Damnées el poeta parla de l'amor entre dues dones, defenent l'homosexualitat femenina. En aquesta estrofa, se mostra la defensa vers aquest amor prohibit:
| Vous que dans votre enfer mon âme a poursuivies, Pauvres soeurs, je vous aime autant que je vous plains, Pour vos mornes douleurs, vos soifs inassouvies, Et les urnes d'amour dont vos grands coeurs sont plein! | Vosaltres que en el vostre infern ma ànima us ha encalçat, Pobres germanes, tant us vull com us planye, Pels vostres tristos dolors, vostres sets insatisfetes, I les urnes d'amor del qual teniu els vostres grans cors plens! |

### Révolte/ Rebel·lió
Només té 3 poemes:
- CXVIII- Le Reniement de Saint Pierre (La negació de Sant Pere)
- CXIX- Abel et Caïn (Abel i Caín)
- CXX- Les litonies de Satan (Les lletanies de Satan)

Charles Baudelaire, després de la crítica social i estant insatisfet amb les condicions humanes, posa en dubte la grandesa de Déu i lloa a Satan.
Per a molts és esgarrafós l'últim poema d'aquesta secció: es tracta de tota una pregària i lloes a Satan. Les lletanies de Satan van sempre en estrofes de dos versos i, entre estrofa i estrofa, apareix sempre la mateixa oració (fins a 15 vegades en tot el poema):
| O Satan, prends pitié de ma longue misère! | Oh Satan, apiada't de ma llarga misèria! |

### La Mort/ La Mort
És l'última secció de l'obra i està formada per 6 poemes, des de CXXXI- La mort des amants / La mort dels amants fins a CXXVI- Le voyage / El viatge.
És ací on es troba el poema més llarg, deixant-lo en darrer lloc. Es tracta de El viatge, dedicat a Maxime du Camp i format per 8 parts.
La Mort (sempre en majúscula durant tota l'obra) apareix com l'última salvació del sofriment, un pas a un món millor. És una altra crítica a la societat, al món, injust i miserable; i és per això que, segons el poeta, la Mort ens porta a un món més ideal i millor que el real.

## Altres seccions deLes Flors del Mal
Com s'ha senyalat en la història de les edicions de Les Flors del Mal, Poulet-Malssis va afegir altres seccions, com Les Épaves, a més de Nouvelles Fleurs du Mal (Noves Flors del Mal), Poèmes ajoutés a l'éditions posthume (Poemes afegits a l'edició póstuma), uns poemes diversos i un pamflet contra Bèlgica.

### Les Épaves/Brases
Aquest recull conté 23 poemes, essent la majoria condemnats o inèdits. Féliciens Rops (ell i el poeta es van conèixer gràcies a Malassis) s'encarregaria de fer el frontispici de Épaves, i a propòsit d'això, Baudelaire va escriure, en una carta a Édouard Manet, que Rops fou l'unic veritable artista (...) que he trobat a Bèlgica. A més es divideix en diferents parts:
- En primer lloc, se compon de les peces condemnades, recollides d'una edició anterior de Les Flors del Mal (Vegeu secció La condemna).
- Seguidament hi apareix l'apartat Galanteries, compost per sis poemes. L'últim d'ells també està en Spleen et Idéal, i està escrit en llatí, titulat Franciscæ meæ Laudes, dedicat a una modista erudita i devota.
- Després está Épigraphes (Epígrafs). Són tres poemes, el primer dedicat a M. Honoré Daumier i el segon compost per un cuartet, titulat Lola de Valence:

| Lola de Valence | Lola de València |
| --- | --- |
| Entre tant de beautés que partout on peut voir, Je comprends bien, amis, que le désir balane; Mais on voit scintiller en Lola de Valence Le charme inattendu d'un bijou rose et noir. | Entre tantes belleses que per tot arreu podem veure, Comprenc be, amics, que el desig balanceja Però veiem espurnar en Lola de València L'encant inesperat d'una joia rosa i negra. |

- Després es troba un petit apartat de pièces diverses (diverses peces) de quatre poemes, un d'ells, A une malabaraise, datat de l'any 1840, i del qual el mateix Baudelaire pensava publicar en Les Flors del Mal.
- Per acabar, es troba Bouffonneries, amb tres poemes. El segon està dedicat a M. Eugène Frometin, escrit a Brussel·les en 1865, un any abans de morir.

### Nouvelles Fleurs du Mal/Noves Flors del Mal
Són un total de 15 poemes que van ser publicats a Parnasse contemporain el 1866. En l'edició per a Les Flors del Mal, es deixà aquesta secció amb 10 poemes, i els cinc no van formar part d'aquesta secció, es van repartir així:
- quatre són els que estan en l'apartat Pièces diverses; i un, Hymne (Himne), que es troba en Galanteries.

El primer d'aquests poemes és Épigraphe pour un Livre condamné (Epígraf per a un llibre condemnat), on Baudelaire insulta al lector (com en el començament de Les Flors del Mal, en Au lecteur) anomenant-li (...)bucòlic,/ ingenu home de ben/(...)ànima curiosa que sofreix. A més avisa al lector que, si no ha fet retòrica, que no llegisca el seu llibre i el llance, perquè no l'entendria.

## La condemna
Uns mesos després de publicar el seu llibre, Les flors del mal, el 1857, se fa un procés judicial a Charles Baudelaire per ultratge a la moral pública i per allò va ser condemnat a pagar 300 francs i suprimir 6 poemes. Tanmateix, els 300 francs van ser reduïts a 50 per l'emperadriu, la qual cobrava l'octava part del preu de catàleg (foren 1.300 exemplars). L'octava part eren 25 cèntims, i per tant, donava un total de 250 francs (que se li restaven a la multa inicial). A més, va cobrar 2.500 francs per la creació literària i de subsidi per la malaltia que patia el poeta, la sífilis.
Aquestos són els poemes que van ser suprimits:
- Lesbos
- Femmes Damnnées. Delphine et Hyppolyte
- Le léthé
- A celle qui est trop gaie
- Les bijoux
- Les méthamorphoses du vampire

Després d'això, Baudelaire decideix escriure un altre tipus de poesia que, segons ell, és encara "més perillós que el poema en vers". Es refereix al poema en prosa, del qual n'escriurà Els petits poemes en prosa (o Spleen de París).

## Traduccions al català
- Charles Baudelaire, Les Flors del Mal, traducció de Joan Capdevila i Rovira; amb prefaci de Josep Farran i Mayoral. Publicacions de "La Revista". Col·lecció de lírics mundials. Barcelona, 1920.
- Carles Baudelaire, Flors del Mal, traducció de Rossend Llates, amb il·lustracions de Xavier Güell. Llibreria Catalònia, Barcelona 1926.
- Charles Bardelaire, Les Flors del Mal, traducció de Xavier Benguerel (edició bilingüe), amb dibuixos de Josep Maria Subirachs. Edicions del Mall, Sant Boi de Llobregat, 1985.
- Charles Baudelaire, Les Flors del Mal, traducció de Xavier Benguerel (edició bilingüe completa). Editorial Proa. Col·lecció Óssa Menor, sèrie gran, núm. 1. Barcelona, 1998.
- Charles Baudelaire, Les Flors del Mal, traducció de Jordi Llovet (edició bilingüe i completa). Edicions 62, Barcelona 2007.
- Charles Baudelaire, Les Flors del Mal, traducció de Pere Rovira (edició bilingüe i completa). Proa, Barcelona, 2021. ISBN 9788475888675.